# 리에케 크라베르

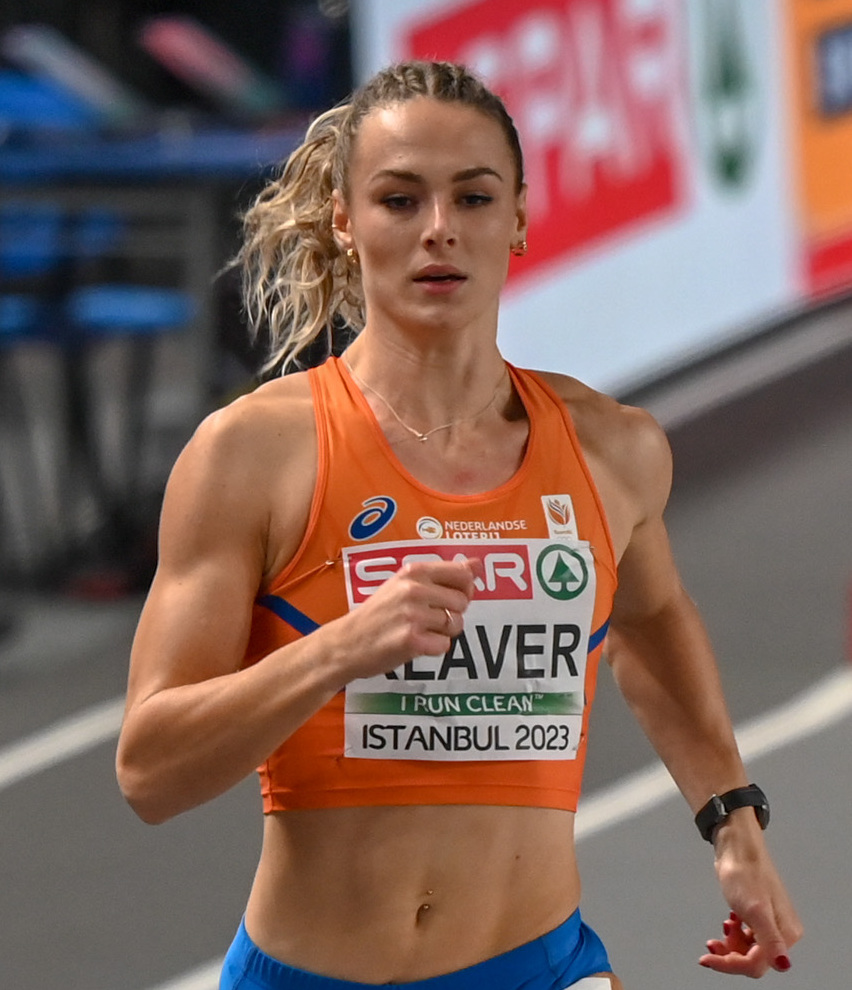
이스탄불에서 열린 2023 유럽 실내 육상 선수권 대회의 크라베르

리에케 크라베르(Lieke Klaver, 1998년 8월 20일 ~)는 네덜란드의 트랙 앤드 필드 선수로 단거리에 출전한다. 200미터 달리기와 400미터 달리기를 전문으로 한다. 1600미터 이어달리기에서 2023년 세계 선수권 대회와 네덜란드 여자 팀으로 2024년 세계 실내 선수권 대회 챔피언이며 네덜란드 혼성 팀으로 2024년 올림픽 챔피언이다.
크라베르는 2020 도쿄 올림픽에서 네덜란드를 대표했다. 2024년 세계 실내 선수권 대회와 2023년 유럽 실내 선수권 대회에서 400m 쇼트트랙 은메달을, 2024년 유럽 선수권 대회에서 400m 동메달을 획득했다. 또한 네덜란드 국내 대회에서 4차례 우승했다(실외 및 실내).
네덜란드 여자 또는 혼성 4 × 400m 이어달리기 팀의 일원으로 11개의 주요 메달을 획득했는데, 여기에는 2022년 세계 선수권 대회와 2024년 세계 계주 선수권 대회 혼성 계주 은메달, 2023년 세계 선수권 대회와 2024년 세계 실내 선수권 대회 여자 계주 금메달이 포함된다.

## 어린 시절
리에케 크라베르는 1998년 8월 20일 네덜란드 펠센자위트에서 태어났다. 오빠가 한 명 있다.
8세에 흐루트브뢰크의 스트레커 아틀레티크 퍼레이니깅 육상 클럽에 가입했다.

## 청소년 및 주니어 경력
크라베르는 15세에 미국 오리건주 유진에서 열린 2014년 세계 주니어 육상 선수권 대회에서 400미터 이어달리기에 참가하여 처음으로 국제 경험을 쌓았다.
1년 후, 스웨덴 에스킬스투나에서 열린 2015 유럽 육상 주니어 선수권 대회의 200미터 달리기 결승에 진출했다. 네덜란드 여자 4 × 100m 이어달리기 팀은 결승에서 실격되었지만, 예선 기록은 결승에서 2위를 차지할 수 있는 기록이었다.
2017년 아펠도른에서 열린 네덜란드 실내 육상 선수권 대회 200m에서 우승하며 첫 네덜란드 성인 국내 타이틀을 획득했을 때 여전히 주니어였다.

## 성인 경력

### 2018–2022

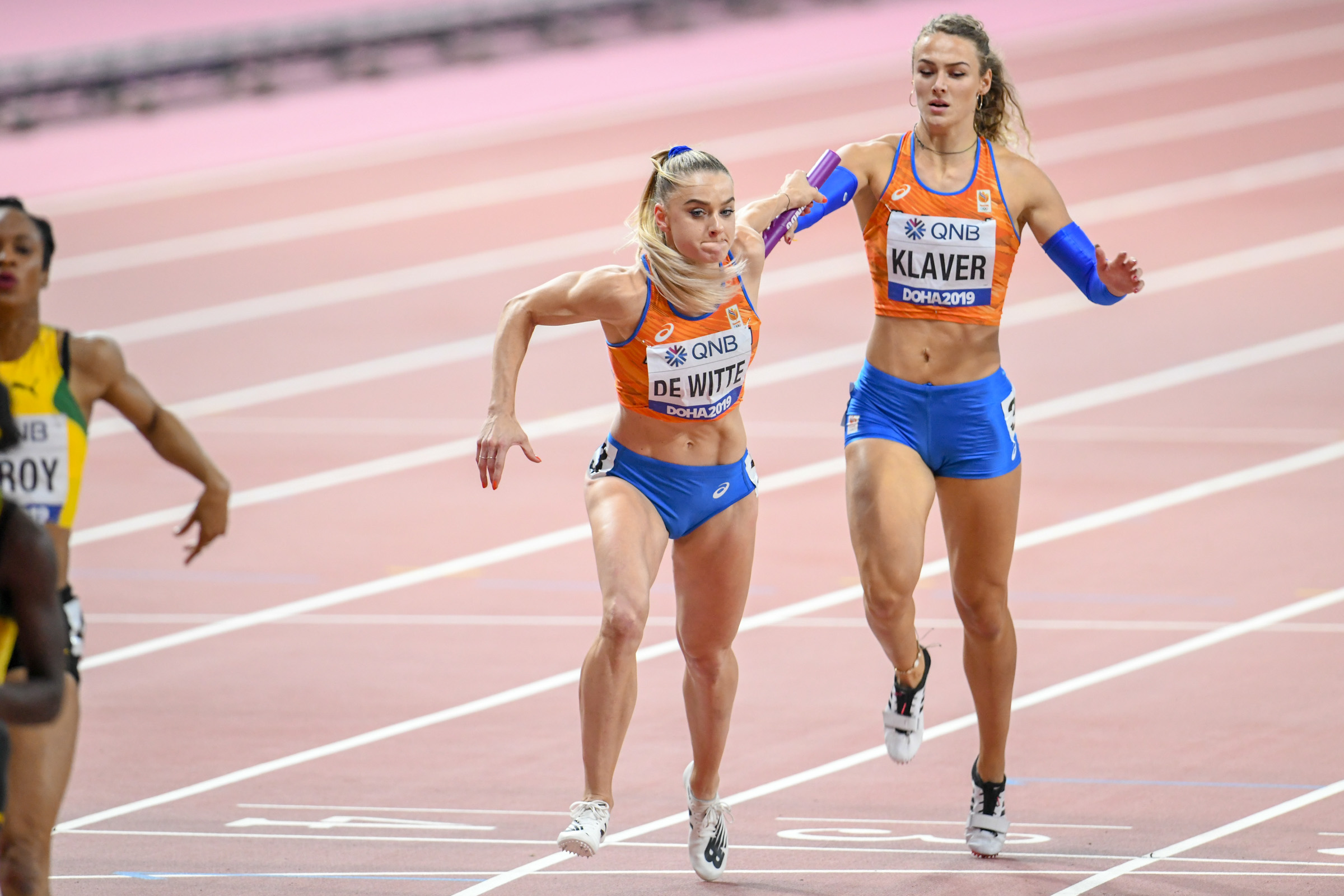
2019년 세계 육상 선수권 대회 여자 4 × 400m 이어달리기 결승에서 리산네 더 비터(왼쪽)에게 바통을 넘겨주는 크라베르(오른쪽). 이 대회에서 팀은 6위를 기록했다.

2018년부터 크라베르는 400미터 달리기에서도 경쟁하며 점차 그 거리에 집중했지만, 더 짧은 경기를 놓치지 않았다. 2019년에는 네덜란드 선수권 대회(실내 및 실외) 400m에서 두 개의 메달을 획득했다. 이를 통해 국가대표 4 × 400m 이어달리기 팀에 합류했고, 같은 해 카타르 도하에서 열린 세계 선수권 대회에서 7위를 기록했다.
2020년, 펨커 볼과 함께 훈련하며 경쟁한 네덜란드 실내 400m에서 첫 우승을 차지했다. 이 유행병 시즌 동안 크라베르는 첫 다이아몬드 리그 레이스에서도 우승했는데, 골든 갈라에서 50.98초의 기록으로 400m에서 우승하며 51초 벽을 깬 두 번째 네덜란드 여성이 되었다.
크라베르는 도쿄에서 열린 2020년 하계 올림픽에서 네덜란드를 대표하여 여자 400m와 여자 및 혼성 4 × 400m 이어달리기에 출전했다. 혼성 4 × 400m 이어달리기에서 예선과 결승 모두에 출전하여 네덜란드 팀이 4위를 차지하는 데 기여했다. 여자 400m에서는 준결승에서 탈락했다. 여자 4 × 400m 이어달리기에서는 예선과 결승에 출전하여 네덜란드 팀이 6위를 차지하는 데 기여했다.

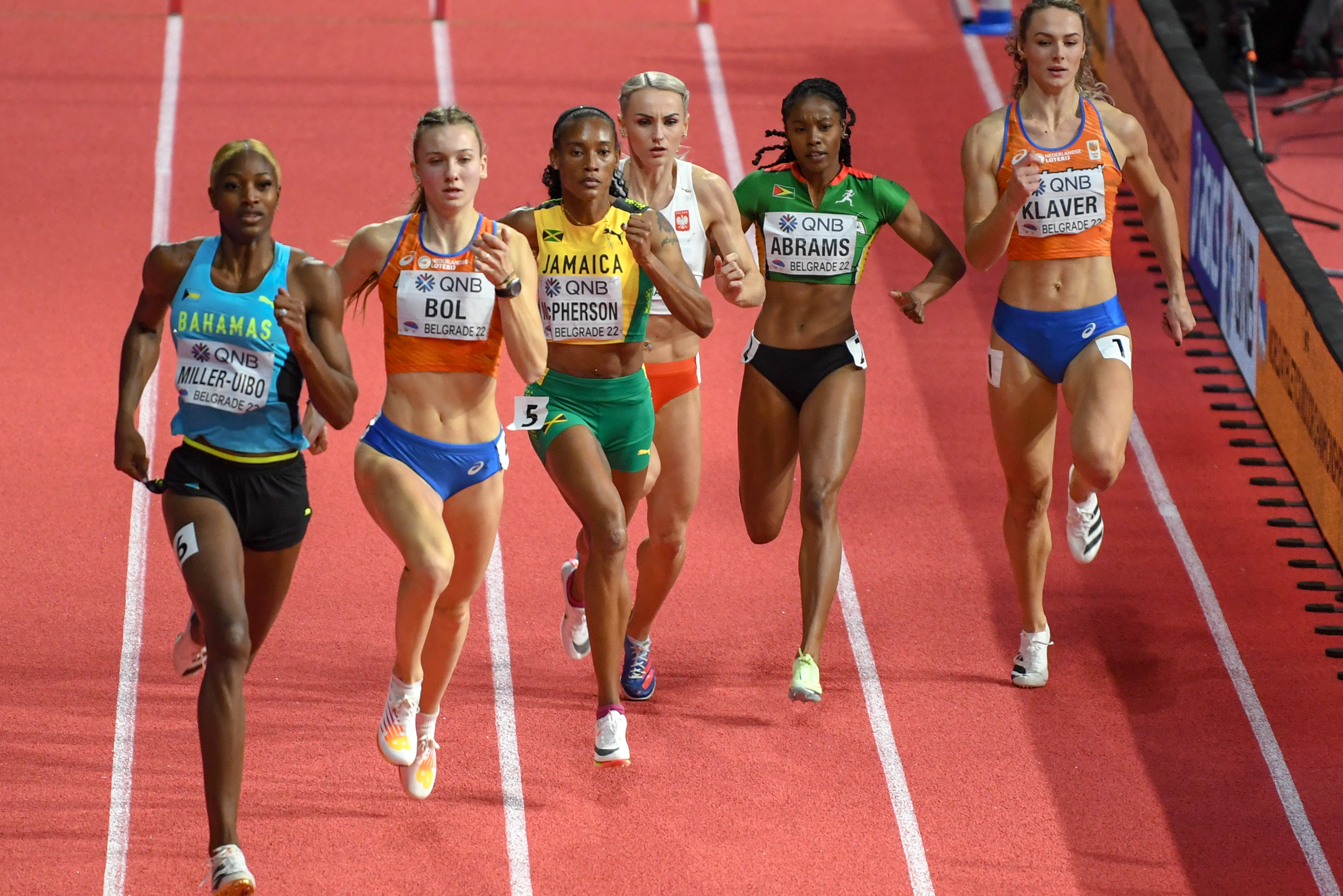
2022 세계 실내 육상 선수권 대회 400m 결승에서 크라베르(오른쪽). 이 대회에서 6위를 기록했다.

2022년 2월, 네덜란드 실내 선수권 대회에서 실내 400m 개인 최고 기록인 51.20초를 세웠다. 다음 달, 세계 실내 선수권 대회에서 여자 400m에서 6위를 기록했다. 여자 4 × 400m 이어달리기에서 예선과 결승에서 첫 번째 주자로 나서 네덜란드가 은메달을 획득하는 데 기여했다. 여름 시즌 동안 크라베르는 2022년 이전의 개인 최고 기록(50.98초)을 유진 (오리건주)에서 열린 세계 선수권 대회 준결승에서 50.18초로 크게 단축했으며, 결승에서는 4위를 기록했다. 혼성 및 여자 4 × 400m 이어달리기에도 출전했다. 혼성 이어달리기에서는 예선과 결승에서 두 번째 주자로 나서 네덜란드가 은메달을 획득하는 데 기여했다. 여자 이어달리기에서는 예선에서 팀이 실격되었다.

### 2023

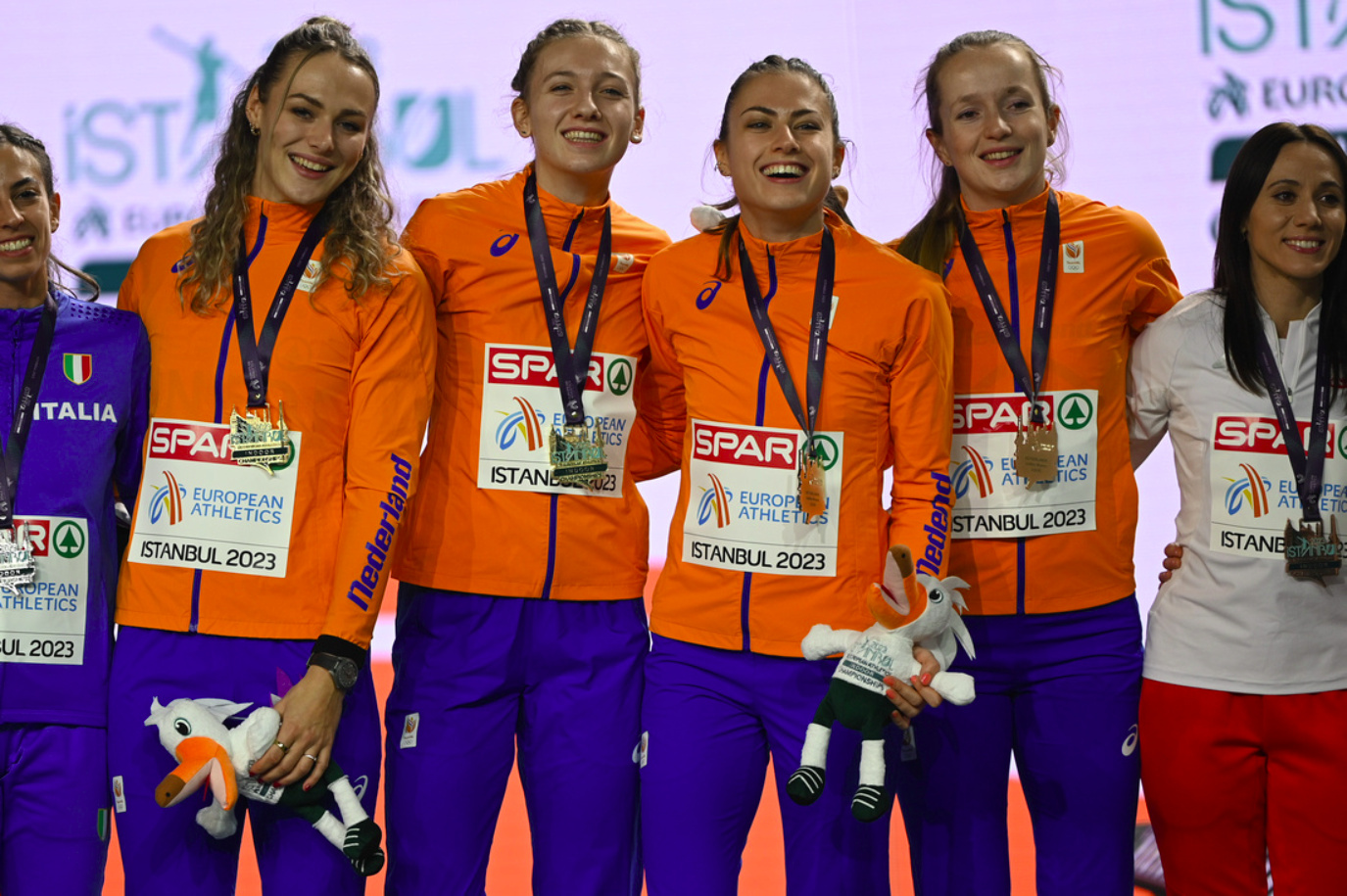
펨커 볼, 에벌린 살베르그, 카텔레인 페터스와 함께 이스탄불에서 열린 2023 유럽 실내 육상 선수권 대회 4 × 400m 이어달리기에서 금메달을 획득한 네덜란드 여자 팀의 크라베르(왼쪽).

2023년 2월, 펨커 볼이 49.26초의 세계 기록을 세운 네덜란드 실내 400m 경주에서 크라베르는 50.34초로 자신의 실내 개인 최고 기록을 약 0.7초 단축하며 역대 세계 기록에서 공동 13위에 올랐다. 2007년 이후 이보다 더 빠른 기록을 세운 실내 선수는 두 차례 올림픽 챔피언인 바하마의 쇼네이 밀러위보와 볼 뿐이었다. 다음 달, 크라베르는 이스탄불에서 열린 유럽 실내 선수권 대회에서 400m 은메달을 획득하며 첫 개인 주요 메달을 획득했다.
크라베르의 성공은 실외 시즌으로 이어졌다. 시즌 내내 100m, 200m, 400m에서 개인 최고 기록을 경신했다. 올해 가장 큰 성과는 7월 16일 실롱스크 다이아몬드 리그에서 400m 개인 최고 기록을 49.81초로 단축하여 경력 처음으로 50초 벽을 깼다는 것이다.
그 해 후반, 크라베르는 부다페스트에서 열린 세계 선수권 대회에서 바쁜 일정을 보냈다. 개인 400m 경주 외에도, 혼성 4 × 400m, 여자 4 × 400m, 여자 4 × 100m 이어달리기 네덜란드 팀의 일원이었다. 8월 19일, 4 × 400 혼성 이어달리기 결승에서 크라베르의 팀 동료 펨커 볼은 결승선 몇 미터 앞에서 넘어져 미국 알렉시스 홈즈와 1위를 다투었다. 얼굴부터 착지한 볼은 결승선을 넘으면서 이어달리기 바통을 놓쳤고, 이는 네덜란드 팀이 합법적으로 경주를 마칠 수 없게 만들었다. 결국 DNF가 되었다.

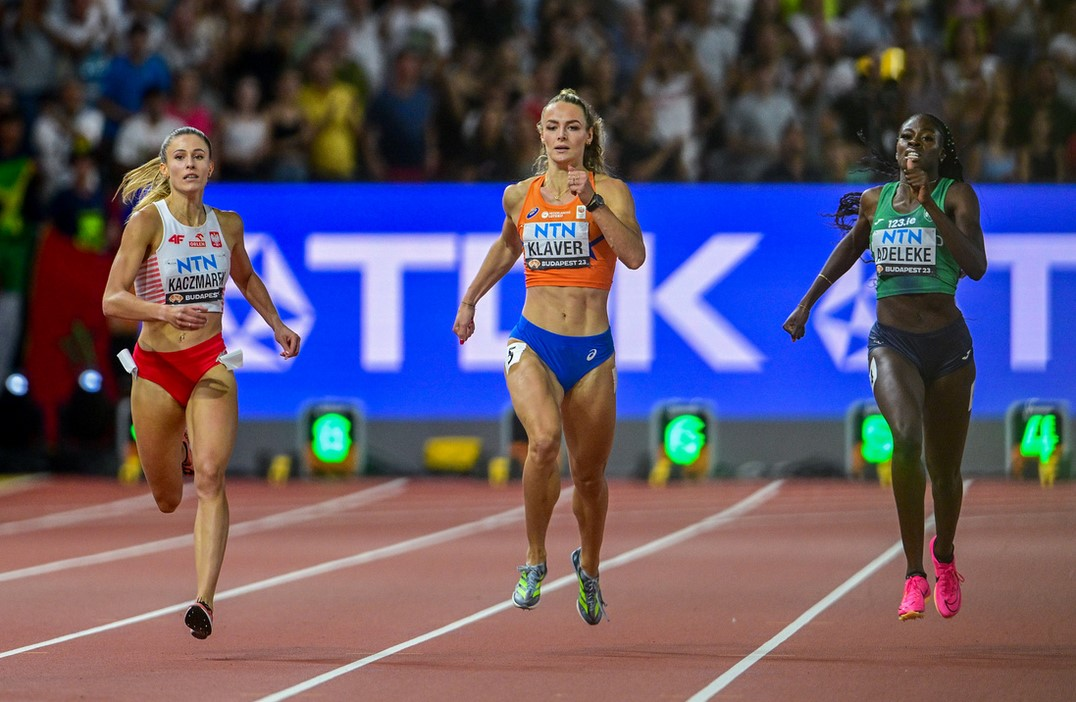
2023년 세계 육상 선수권 대회 400m 결승에서 나탈리아 카츠마레크와 하시다트 아델레케와 함께 있는 크라베르(가운데). 이 대회에서 6위를 기록했다.

실망 후, 크라베르는 개인 400m에서 경기를 계속했다. 준결승에서 49.87초로 우승한 후, 메달 후보로 보였다. 그러나 결승에서는 그녀의 경기 계획을 변경하여 처음 200m를 평소보다 훨씬 빠르게 시작했다. 마지막 100m에서는 중위권으로 밀려나며 6위를 기록했다.
그 주 후반, 크라베르는 여자 4 × 100m 결승에 출전했다. 네덜란드 팀은 마지막 핸드오버에서 바통을 놓쳤고, 또 다시 DNF가 되었다.
크라베르는 여자 4 × 400m 결승에서 경기를 마쳤다. 두 번째 주자로서 네덜란드 팀을 중간에서 영국과 자메이카와 함께 3위 안에 들도록 이끌었다. 네 번째 주자로서 크라베르의 팀 동료 볼은 마지막 미터에서 영국과 자메이카를 제치고 네덜란드 팀에게 세계 타이틀을 안겨주었다. 개인적으로, 크라베르는 48.78초의 스플릿 타임을 기록했는데, 이는 볼의 48.75초에 이어 두 번째로 빠른 스플릿 타임이었다.
9월 17일, 크라베르는 마릴레이디 파울리노와 나탈리아 카츠마레크에 이어 50.47초의 기록으로 2023 다이아몬드 리그 400m 결승에서 3위를 기록했다.

### 2024

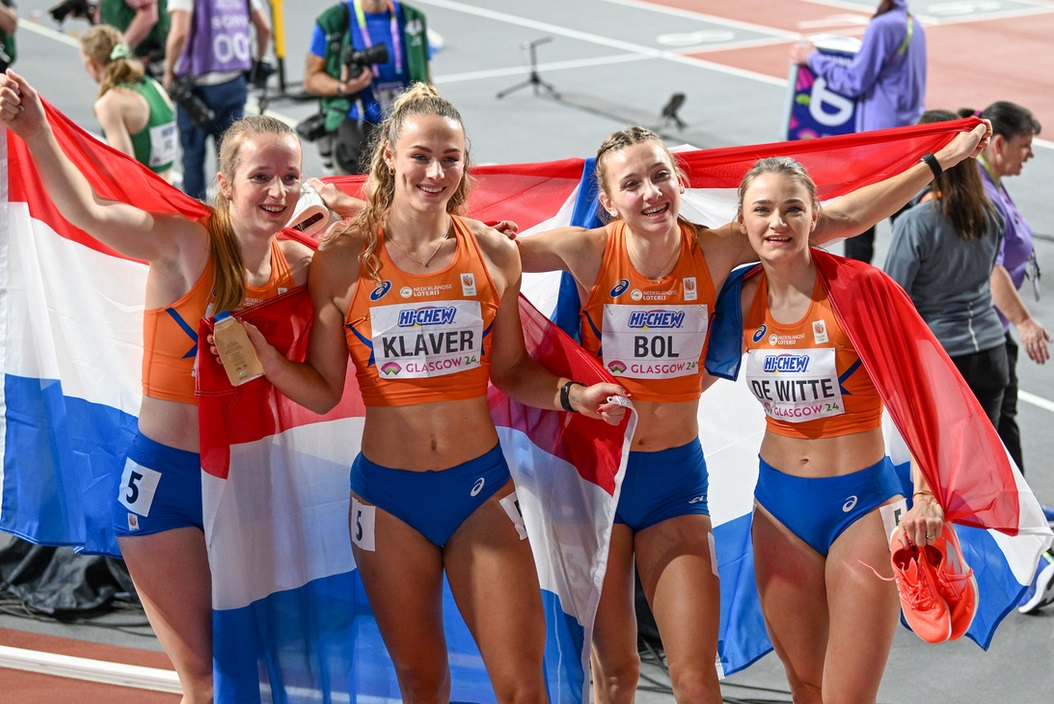
카텔레인 페터스, 크라베르, 펨커 볼, 리산네 더 비터와 함께 글래스고에서 열린 2024 세계 실내 육상 선수권 대회 4 × 400m 이어달리기 결승에서 우승한 네덜란드 여자 이어달리기 팀

크라베르는 2024 체코 실내 갈라에서 50.54초로, 2024 코페르니쿠스 컵에서 50.57초로 400m 쇼트트랙 레이스에서 우승했으며, 2024 Meeting Hauts-de-France Pas-de-Calais에서 50.50초로 2위를 차지했다. 이로써 2024년 세계 실내 육상 투어 400m 종합 우승자가 되었다.
크라베르는 2024년 네덜란드 실내 선수권 대회에서 50.10초로 은메달을 획득했고, 이 대회에서 펨커 볼이 금메달을 획득했다.
크라베르는 글래스고에서 열린 2024 세계 실내 육상 선수권 대회 400m 쇼트트랙에서 펨커 볼에 거의 1초 뒤진 50.16초로 은메달을 획득했다. 새로운 네덜란드 기록인 3분 25초 07의 기록으로 네덜란드 여자 팀과 함께 4 × 400m 쇼트트랙 계주에서 금메달을 획득했다.
2024년 하계 올림픽에서 혼성 4 × 400m 이어달리기에서 금메달을, 여자 4 × 400m 이어달리기에서 은메달을 획득했다.

### 2025
오스트라바에서 열린 체코 인도어 갈라에서 크라베르는 50.92초로 400m 쇼트트랙에서 우승했다. 3월, 크라베르는 아펠도른에서 열린 유럽 실내 선수권 대회 400m에서 첫 개인 메이저 금메달을 획득했다.

## 개인 최고 기록
별도로 명시되지 않는 한, 정보는 그녀의 세계 육상 연맹 프로필에서 가져왔다.

### 개인 종목
| 종목             | Time    | 장소               | 날짜            | 비고             |
| ---------------- | ------- | ------------------ | --------------- | ---------------- |
| 60 m             | 7.41 i  | 아펠도른, 네덜란드 | 2020년 2월 1일  |                  |
| 100 m            | 11.33   | 브레다, 네덜란드   | 2023년 7월 28일 | (바람: −0.2 m/s) |
| 100 m            | 11.33   | 빌렘스타트, 퀴라소 | 2024년 4월 28일 | (바람: −0.1 m/s) |
| 150 m            | 16.89   | 오스트라바, 체코   | 2020년 9월 8일  | (바람: +0.6 m/s) |
| 200 m            | 22.46   | 호주프, 폴란드     | 2023년 6월 25일 | (바람: +1.2 m/s) |
| 200미터 쇼트트랙 | 22.81 i | 메스, 프랑스       | 2024년 2월 3일  |                  |
| 300 m            | 36.49   | 브뤼셀, 벨기에     | 2025년 5월 25일 |                  |
| 400 m            | 49.58   | 런던, 영국         | 2024년 7월 20일 |                  |
| 400미터 쇼트트랙 | 50.10 i | 아펠도른, 네덜란드 | 2024년 2월 18일 |                  |

#### 시즌 최고 기록
| 연도 | 60 m   | 100 m | 200 m | 200 m sh | 400 m | 400 m sh |
| ---- | ------ | ----- | ----- | -------- | ----- | -------- |
| 2012 | 8.11 i | 빈칸  | 빈칸  | 빈칸     | 빈칸  | 빈칸     |
| 2013 | 7.97 i | 12.65 | 빈칸  | 빈칸     | 빈칸  | 빈칸     |
| 2014 | 7.84 i | 12.08 | 24.40 | 빈칸     | 빈칸  | 빈칸     |
| 2015 | 빈칸   | 11.89 | 24.03 | 빈칸     | 빈칸  | 빈칸     |
| 2016 | 7.59 i | 11.98 | 24.00 | 24.59 i  | 빈칸  | 빈칸     |
| 2017 | 7.48 i | 11.74 | 23.84 | 23.82 i  | 빈칸  | 빈칸     |
| 2018 | 7.67 i | 11.49 | 23.62 | 빈칸     | 54.41 | 빈칸     |
| 2019 | 빈칸   | 11.46 | 23.35 | 빈칸     | 53.18 | 53.47 i  |
| 2020 | 7.41 i | 11.54 | 22.66 | 빈칸     | 50.98 | 52.45 i  |
| 2021 | 빈칸   | 11.46 | 22.83 | 23.10 i  | 50.98 | 51.21 i  |
| 2022 | 빈칸   | 11.46 | 22.71 | 23.27 i  | 50.18 | 51.20 i  |
| 2023 | 빈칸   | 11.33 | 22.46 | 22.97 i  | 49.81 | 50.34 i  |
| 2024 | 빈칸   | 11.33 | 22.72 | 22.81 i  | 49.58 | 50.10 i  |
| 2025 | 빈칸   |       |       | 23.10 i  | 51.12 | 50.38 i  |

설명:   개인 최고 기록 (굵은 글씨)

### 팀 종목
| 유형 | 종목                          | 시간      | 장소           | 날짜            | 기록 | 비고 |
| ---- | ----------------------------- | --------- | -------------- | --------------- | ---- | --- |
| 여자 | 4 × 100 m 이어달리기          | 42.61     | 호주프, 폴란드 | 2023년 6월 24일 |      | 응케티아 시도, 자밀레 사무엘, 타사 지야와 팀을 이뤘다. 크라베르의 두 번째 주자 스플릿 타임은 10.07초였다.                                         |
| 여자 | 4 × 400 m 이어달리기          | 3:19.50   | 파리, 프랑스   | 2024년 8월 10일 | NR   | 카텔레인 페터스, 리산네 더 비터 및 펨커 볼과 팀을 이뤘다. 크라베르의 첫 번째 주자 스플릿 타임은 50.25초였다.                                      |
| 여자 | 4 × 400 m 이어달리기 쇼트트랙 | 3:25.07 i | 글래스고, 영국 | 2024년 3월 3일  | NR   | 역대 세 번째 국가대표팀. 카텔레인 페터스, 리산네 더 비터, 펨커 볼과 팀을 이뤘다. 크라베르의 첫 번째 주자 스플릿 타임은 50.26이었다.               |
| 혼성 | 4 × 400 m 이어달리기          | 3:07.43   | 파리, 프랑스   | 2024년 8월 3일  | AR   | 역대 국가대표팀 중 두 번째로 빠르다. 유진 오말라, 이사야 클라인 이킹크, 펨커 볼과 팀을 이뤘다. 크라베르의 두 번째 주자 스플릿 타임은 49.26초였다. |

## 경기 결과
별도로 명시되지 않는 한, 정보는 그녀의 세계 육상 연맹 프로필에서 가져왔다.

### 세계 육상 랭킹
크라베르는 3개 종목과 세계 육상 연맹 랭킹에서 종합 랭킹을 기록했다.
| 연도 | 종목  | 종목  | 종목  | 종합 |
| 연도 | 100 m | 200 m | 400 m | 종합 |
| ---- | ----- | ----- | ----- | ---- |
| 2019 | 267   | 89    | 140   | 1299 |
| 2020 | 빈칸  | 94    | 80    | 838  |
| 2021 | 빈칸  | 34    | 11    | 205  |
| 2022 | 빈칸  | 21    | 5     | 108  |
| 2023 | 빈칸  | 14    | 4     | 66   |
| 2024 | 184   | 13    | 3     | 55   |
| 2025 | 빈칸  | 빈칸  | 6     | 79   |

설명:   개인 최고 기록 (굵은 글씨)

### 국제 선수권 대회
| 연도 | 대회                                         | 장소                   | 결과      | 종목                    | 시간      | 비고                |
| ---- | -------------------------------------------- | ---------------------- | --------- | ----------------------- | --------- | ------------------- |
| 2014 | 세계 주니어 선수권 대회                      | 유진, 오리건, 미국     | 8위 (h)   | 4 × 100 m 이어달리기    | 45.29     |                     |
| 2015 | 유럽 주니어 선수권 대회                      | 에스킬스투나, 스웨덴   | 6위       | 200 m                   | 23.69     |                     |
| 2015 | 유럽 주니어 선수권 대회                      | 에스킬스투나, 스웨덴   | – (f)     | 4 × 100 m 이어달리기    | DNF       |                     |
| 2016 | 세계 주니어 선수권 대회                      | 비드고슈치, 폴란드     | – (h)     | 4 × 100 m 이어달리기    | DNF       |                     |
| 2017 | 유럽 주니어 선수권 대회                      | 그로세토, 이탈리아     | 6위       | 200 m                   | 24.06     |                     |
| 2017 | 유럽 주니어 선수권 대회                      | 그로세토, 이탈리아     | 8위       | 4 × 100 m 이어달리기    | 45.61     |                     |
| 2019 | 월드 릴레이                                  | 요코하마시, 일본       | 7위       | 4 × 400 m 이어달리기    | 3:29.03   | (Final B 1위)       |
| 2019 | 유럽 팀 선수권 대회, 1부 리그                | 산네스, 노르웨이       | 3위       | 4 × 400 m 이어달리기    | 3:33.97   |                     |
| 2019 | 세계 선수권 대회                             | 도하, 카타르           | 7위       | 4 × 400 m 이어달리기    | 3:27.89   | [ note 1 ]          |
| 2021 | 유럽 실내 선수권 대회                        | 토룬, 폴란드           | 5위       | 400 m sh                | 52.03 i   |                     |
| 2021 | 유럽 실내 선수권 대회                        | 토룬, 폴란드           | 1위       | 4 × 400 m 이어달리기 sh | 3:27.15 i | EL CR NR            |
| 2021 | 월드 릴레이                                  | 호주프, 폴란드         | 4위       | 4 × 400 m 이어달리기    | 3:30.12   | [ note 2 ]          |
| 2021 | 월드 릴레이                                  | 호주프, 폴란드         | 8위       | 4 × 400 m 혼성          | 3:18.04   | NR                  |
| 2021 | 유럽 팀 선수권 대회, 1부 리그                | 클루지나포카, 루마니아 | 2위       | 200 m                   | 23.32     |                     |
| 2021 | 유럽 팀 선수권 대회, 1부 리그                | 클루지나포카, 루마니아 | 1위       | 4 × 100 m 이어달리기    | 43.38     |                     |
| 2021 | 올림픽                                       | 도쿄도, 일본           | 18위 (sf) | 400 m                   | 51.37     |                     |
| 2021 | 올림픽                                       | 도쿄도, 일본           | 6위       | 4 × 400 m 이어달리기    | 3:23.74   | NR                  |
| 2021 | 올림픽                                       | 도쿄도, 일본           | 4위       | 4 × 400 m 혼성          | 3:10.36   | NR                  |
| 2022 | 세계 실내 선수권 대회                        | 베오그라드, 세르비아   | 6위       | 400 m sh                | 52.67 i   |                     |
| 2022 | 세계 실내 선수권 대회                        | 베오그라드, 세르비아   | 2위       | 4 × 400 m 이어달리기 sh | 3:28.57 i | SB                  |
| 2022 | 세계 선수권 대회                             | 유진, 오리건, 미국     | 4위       | 400 m                   | 50.33     | (NR h & sf)         |
| 2022 | 세계 선수권 대회                             | 유진, 오리건, 미국     | – (h)     | 4 × 400 m 이어달리기    | DQ        |                     |
| 2022 | 세계 선수권 대회                             | 유진, 오리건, 미국     | 2위       | 4 × 400 m 혼성          | 3:09.90   | NR                  |
| 2022 | 유럽 선수권 대회                             | 뮌헨, 독일             | 5위       | 200 m                   | 22.88     |                     |
| 2022 | 유럽 선수권 대회                             | 뮌헨, 독일             | 6위       | 400 m                   | 50.56     |                     |
| 2022 | 유럽 선수권 대회                             | 뮌헨, 독일             | 1위       | 4 × 400 m 이어달리기    | 3:20.87   | AL NR (49.2 스플릿) |
| 2023 | 유럽 실내 선수권 대회                        | 이스탄불, 튀르키예     | 2위       | 400 m sh                | 50.57 i   |                     |
| 2023 | 유럽 실내 선수권 대회                        | 이스탄불, 튀르키예     | 1위       | 4 × 400 m 이어달리기 sh | 3:25.66 i | CR NR               |
| 2023 | 유러피언 게임 / 유럽 팀 선수권 대회 1부 리그 | 호주프, 폴란드         | 1위       | 200미터 달리기          | 22.46     |                     |
| 2023 | 유러피언 게임 / 유럽 팀 선수권 대회 1부 리그 | 호주프, 폴란드         | 1위       | 400미터 이어달리기      | 42.61     |                     |
| 2023 | 세계 선수권 대회                             | 부다페스트, 헝가리     | – (f)     | 4 × 400 m 혼성          | DNF       |                     |
| 2023 | 세계 선수권 대회                             | 부다페스트, 헝가리     | 6위       | 400 m                   | 50.33     |                     |
| 2023 | 세계 선수권 대회                             | 부다페스트, 헝가리     | – (f)     | 4 × 100 m 이어달리기    | DNF       |                     |
| 2023 | 세계 선수권 대회                             | 부다페스트, 헝가리     | 1위       | 4 × 400 m 이어달리기    | 3:20.72   | WL NR               |
| 2024 | 세계 실내 선수권 대회                        | 글래스고, 영국         | 2위       | 400 m sh                | 50.16 i   |                     |
| 2024 | 세계 실내 선수권 대회                        | 글래스고, 영국         | 1위       | 4 × 400 m 이어달리기 sh | 3:25.07 i | NR                  |
| 2024 | 월드 릴레이                                  | 나소, 바하마           | 2위       | 4 × 400 m 혼성          | 3:11.45   |                     |
| 2024 | 유럽 선수권 대회                             | 로마, 이탈리아         | 3위       | 4 × 400 m 혼성          | 3:10.73   | (50.74 스플릿)      |
| 2024 | 유럽 선수권 대회                             | 로마, 이탈리아         | 3위       | 400 m                   | 50.08     |                     |
| 2024 | 유럽 선수권 대회                             | 로마, 이탈리아         | 1위       | 4 × 400 m 이어달리기    | 3:22.39   | (50.57 스플릿)      |
| 2024 | 올림픽                                       | 파리, 프랑스           | 1위       | 4 × 400 m 혼성          | 3:07.43   | AR                  |
| 2024 | 올림픽                                       | 파리, 프랑스           | 10위 (sf) | 400 m                   | 50.44     | [ note 4 ]          |
| 2024 | 올림픽                                       | 파리, 프랑스           | 2위       | 4 × 400 m 이어달리기    | 3:19.50   | NR                  |
| 2025 | 유럽 실내 선수권 대회                        | 아펠도른, 네덜란드     | 1위       | 400 m                   | 50.38 i   |                     |
| 2025 | 유럽 실내 선수권 대회                        | 아펠도른, 네덜란드     | 1위       | 4 × 400 m 이어달리기    | 3:24.34 i | CR                  |

### 서킷 우승 및 타이틀
- 다이아몬드 리그

400미터 우승, 시간 (초 단위) 명시
- 2020 (1): 로마 골든 갈라 (50.98 PB)

- 세계 육상 콘티넨탈 투어

400미터 우승, 시간 (초 단위) 명시
- 2022 (1): 베른 CITIUS 미팅 (51.21)
- 2023 (1): 라 쇼드퐁 레시스프린트 인터내셔널 (50.40)

- 세계 육상 실내 투어

400미터 쇼트트랙 종합 우승 (1): 2024 (27점)
400미터 쇼트트랙 우승, 시간 (초 단위) 명시
- 2023 (2): 오스트라바 체코 실내 갈라 (51.00 i), 토룬 코페르니쿠스 컵 (51.14 i)
- 2024 (2): 오스트라바 (50.54 i), 토룬 (50.57 i)
- 2025 (3): 오스트라바 (50.92 i), 메츠 Meeting Moselle Athlélor (51.70 i), 리에뱅 오드프랑스 파드칼레를 만나다 (50.76 i)

### 전국 선수권 대회
| 연도 | 대회                                   | 장소       | 결과     | 종목     | 시간    |
| ---- | -------------------------------------- | ---------- | -------- | -------- | ------- |
| 2013 | 네덜란드 U18 실내 선수권 대회          | 아펠도른   | 8위      | 60 m     | 8.11 i  |
| 2014 | 네덜란드 U18 실내 선수권 대회          | 아펠도른   | 3위      | 60 m     | 7.85 i  |
| 2014 | 네덜란드 U18 선수권 대회               | 암스테르담 | 3위      | 100 m    | 12.38   |
| 2014 | 네덜란드 U18 선수권 대회               | 암스테르담 | 3위      | 200 m    | 24.77   |
| 2015 | 네덜란드 U20 선수권 대회               | 브레다     | 5위      | 100 m    | 12.13   |
| 2015 | 네덜란드 U20 선수권 대회               | 브레다     | 2위      | 200 m    | 24.03   |
| 2016 | 네덜란드 실내 선수권 대회              | 아펠도른   | 5위 (sf) | 60 m     | 7.60 i  |
| 2016 | 네덜란드 U20 선수권 대회               | 브레다     | 3위      | 100 m    | 12.15   |
| 2016 | 네덜란드 U20 선수권 대회               | 브레다     | 1위      | 200 m    | 24.15   |
| 2017 | 네덜란드 실내 선수권 대회              | 아펠도른   | 4위      | 60 m     | 7.48 i  |
| 2017 | 네덜란드 실내 선수권 대회              | 아펠도른   | 1위      | 200 m sh | 23.82 i |
| 2017 | 네덜란드 U20/U18 선수권 대회, U20 종목 | 퓌흐트     | 1위      | 100 m    | 11.74   |
| 2017 | 네덜란드 U20/U18 선수권 대회, U20 종목 | 퓌흐트     | 1위      | 200 m    | 23.90   |
| 2018 | 네덜란드 선수권 대회                   | 위트레흐트 | 7위      | 400 m    | 54.55   |
| 2019 | 네덜란드 실내 선수권 대회              | 아펠도른   | 2위      | 400 m sh | 53.47 i |
| 2019 | 네덜란드 선수권 대회                   | 헤이그     | 3위      | 400 m    | 53.18   |
| 2020 | 네덜란드 실내 선수권 대회              | 아펠도른   | 1위      | 400 m sh | 52.45 i |
| 2020 | 네덜란드 선수권 대회                   | 위트레흐트 | 1위      | 200 m    | 22.95   |
| 2021 | 네덜란드 실내 선수권 대회              | 아펠도른   | 2위      | 400 m sh | 51.21 i |
| 2021 | 네덜란드 선수권 대회                   | 브레다     | 2위      | 200 m    | 23.04   |
| 2022 | 네덜란드 실내 선수권 대회              | 아펠도른   | 2위      | 400 m sh | 51.20 i |
| 2022 | 네덜란드 선수권 대회                   | 아펠도른   | 1위      | 200 m    | 22.74   |
| 2023 | 네덜란드 실내 선수권 대회              | 아펠도른   | 2위      | 400 m sh | 50.34 i |
| 2023 | 네덜란드 선수권 대회                   | 브레다     | 3위      | 100 m    | 11.36   |
| 2024 | 네덜란드 실내 선수권 대회              | 아펠도른   | 2위      | 400 m sh | 50.10 i |
| 2024 | 네덜란드 선수권 대회                   | 헹엘로     | 4위      | 100 m    | 11.49   |
| 2024 | 네덜란드 선수권 대회                   | 헹엘로     | 2위      | 200 m    | 22.72   |
| 2025 | 네덜란드 실내 선수권 대회              | 아펠도른   | 1위      | 400 m sh | 51.11 i |

## 표창
- 2022: 네덜란드 올해의 스포츠 팀 (NOC*NSF): 여자 4 × 400m 이어달리기 팀 (펨커 볼, 안드레아 보우마, 에벌린 살베르그, 로라 더 비터, 리산네 더 비터와 공유)[54]
- 2023: 네덜란드 올해의 스포츠 팀 (NOC*NSF): 여자 4 × 400m 이어달리기 팀 (펨커 볼, 카텔레인 페터스, 에벌린 살베르그, 리산네 더 비터와 공유)[55]